# Live at Donington
Live At Donington es el cuarto álbum en vivo del grupo musical británico Iron Maiden, lanzado el día 8 de noviembre de 1993. Este disco en directo corresponde a la grabación del concierto de la gira Fear of the Dark Tour en el festival de Donington el día 22 de agosto de 1992. No es una grabación original de Iron Maiden, sino que, dado el hecho de que el concierto fue emitido en directo por la radio, aparecieron numerosas grabaciones piratas y la banda decidió lanzarlo como edición limitada, con la famosa portada blanca. Más tarde volvería a reeditarse en 1998 junto con el resto de discos oficiales hasta 1992. 
Pese a no tener una tan buena producción como Live After Death, es cierto que supera con creces al A Real Live Dead One, en gran medida por el hecho de tratarse de la grabación de un único concierto, con todos los diálogos de Bruce Dickinson con el público, lo cual hace sentirse como parte del público. 
Cabe mencionar que en la última canción, "Running Free", Adrian Smith se une a la banda para interpretarla, siendo esta la primera vez que lo hacía desde su marcha y la última que lo hará hasta la posterior reunión de Iron Maiden en 1999.

## Lista de canciones

### Original
| 1. «Be Quick or Be Dead» (Bruce Dickinson, Janick Gers) - 3:53 2. «The Number of the Beast» - 4:53 3. «Wrathchild» (Steve Harris) - 2:54 4. «From Here to Eternity» - 4:44 5. «Can I Play with Madness» (Dickinson, Adrian Smith, Harris) - 3:33 6. «Wasting Love» (Dickinson, Gers) - 5:36 7. «Tailgunner» (Dickinson, Harris) - 4:07 8. «The Evil That Men Do» (Dickinson, Smith, Harris) - 7:51 9. «Afraid to Shoot Strangers» - 6:59 10. «Fear of the Dark» - 7:08 | 1. «Bring Your Daughter...to the Slaughter» (Dickinson) - 6:12 2. «The Clairvoyant» - 4:21 3. «Heaven Can Wait» - 7:20 4. «Run to the Hills» - 4:16 5. «2 Minutes to Midnight» (Dickinson, Smith) - 5:42 6. «Iron Maiden» - 8:14 7. «Hallowed Be Thy Name» - 7:28 8. «The Trooper» - 3:53 9. «Sanctuary» (Paul Di'Anno, Dave Murray, Harris) - 5:18 10. «Running Free» (Di'Anno, Harris) - 7:56 |

Al principio este álbum estaba previsto que se realizara en una edición limitada a modo de recordatorio. De hecho, simplemente de sacar la misma banda sonora que para el video, como para un pirata. Finalmente decidimos que sonaba realmente bien y que merecía figurar junto a nuestros otros discos.
Comentario de Steve Harris

### Relanzamiento
| 1. «Be Quick or Be Dead» (Dickinson, Gers) 2. «The Number of the Beast» 3. «Wrathchild» 4. «From Here to Eternity» 5. «Can I Play with Madness» (Dickinson, Smith, Harris) 6. «Wasting Love» (Dickinson, Gers) 7. «Tailgunner» (Dickinson, Harris) 8. «The Evil That Men Do» (Dickinson, Smith, Harris) 9. «Afraid to Shoot Strangers» 10. «Fear of the Dark» 11. «Bring Your Daughter...to the Slaughter» (Dickinson) 12. «The Clairvoyant» 13. «Heaven Can Wait» 14. «Run to the Hills» | 1. «2 Minutes to Midnight» (Dickinson, Smith) 2. «Iron Maiden» 3. «Hallowed Be Thy Name» 4. «The Trooper» 5. «Sanctuary» (Di'Anno, Murray, Harris) 6. «Running Free» (Di'Anno, Harris) |

## Integrantes
- Steve Harris - bajista
- Bruce Dickinson - vocalista
- Dave Murray - guitarrista
- Janick Gers - guitarrista
- Nicko McBrain - baterista

Invitados
- Adrian Smith - guitarrista en "Running Free"
- Michael Kenney - Instrumento de teclado